# Copa Libertadores féminine 2017
Navigation
Édition précédente Édition suivante
La Copa Libertadores féminine 2017 est la 9e édition de la Copa Libertadores féminine, une compétition inter-clubs sud-américaine de football féminin organisée par la Confédération sud-américaine de football (CONMEBOL). Elle se déroule du 7 au 21 octobre 2017 à Asuncion et Villa Elisa au Paraguay et oppose les meilleurs clubs des différents championnats sud-américains de la saison précédente.
Le club brésilien Audax / Corinthians remporte la finale face aux Chiliennes de Colo-Colo aux tirs au but.

## Participants
Un total de 12 équipes provenant des 10 associations membres de la CONMEBOL participeront à la Copa Libertadores féminine 2017.
| - River Plate Champion d'Argentine 2016-17 - Deportivo ITA Champion de Bolivie 2017 - Audax / Corinthians Vainqueur de la Copa de Brasil 2016 - Colo-Colo Champion du Chili 2016 - Santa Fe Champion de Colombie 2017 - Unión Española Champion d'Équateur 2016 | - River Plate Champion d'Argentine 2016-17 - Deportivo ITA Champion de Bolivie 2017 - Audax / Corinthians Vainqueur de la Copa de Brasil 2016 - Colo-Colo Champion du Chili 2016 - Santa Fe Champion de Colombie 2017 - Unión Española Champion d'Équateur 2016 | - River Plate Champion d'Argentine 2016-17 - Deportivo ITA Champion de Bolivie 2017 - Audax / Corinthians Vainqueur de la Copa de Brasil 2016 - Colo-Colo Champion du Chili 2016 - Santa Fe Champion de Colombie 2017 - Unión Española Champion d'Équateur 2016 | - River Plate Champion d'Argentine 2016-17 - Deportivo ITA Champion de Bolivie 2017 - Audax / Corinthians Vainqueur de la Copa de Brasil 2016 - Colo-Colo Champion du Chili 2016 - Santa Fe Champion de Colombie 2017 - Unión Española Champion d'Équateur 2016 | - River Plate Champion d'Argentine 2016-17 - Deportivo ITA Champion de Bolivie 2017 - Audax / Corinthians Vainqueur de la Copa de Brasil 2016 - Colo-Colo Champion du Chili 2016 - Santa Fe Champion de Colombie 2017 - Unión Española Champion d'Équateur 2016 | - River Plate Champion d'Argentine 2016-17 - Deportivo ITA Champion de Bolivie 2017 - Audax / Corinthians Vainqueur de la Copa de Brasil 2016 - Colo-Colo Champion du Chili 2016 - Santa Fe Champion de Colombie 2017 - Unión Española Champion d'Équateur 2016 | - River Plate Champion d'Argentine 2016-17 - Deportivo ITA Champion de Bolivie 2017 - Audax / Corinthians Vainqueur de la Copa de Brasil 2016 - Colo-Colo Champion du Chili 2016 - Santa Fe Champion de Colombie 2017 - Unión Española Champion d'Équateur 2016 | - River Plate Champion d'Argentine 2016-17 - Deportivo ITA Champion de Bolivie 2017 - Audax / Corinthians Vainqueur de la Copa de Brasil 2016 - Colo-Colo Champion du Chili 2016 - Santa Fe Champion de Colombie 2017 - Unión Española Champion d'Équateur 2016 | - Sportivo Limpeño Champion du Paraguay 2016 et tenant du titre - Cerro Porteño Vice-champion du Paraguay 2016 - CD Capiatá Vainqueur du tournoi de qualification - Universitario Champion du Pérou 2016 - Colón Champion d'Uruguay 2016 - Estudiantes de Guárico Champion du Venezuela 2016 | - Sportivo Limpeño Champion du Paraguay 2016 et tenant du titre - Cerro Porteño Vice-champion du Paraguay 2016 - CD Capiatá Vainqueur du tournoi de qualification - Universitario Champion du Pérou 2016 - Colón Champion d'Uruguay 2016 - Estudiantes de Guárico Champion du Venezuela 2016 | - Sportivo Limpeño Champion du Paraguay 2016 et tenant du titre - Cerro Porteño Vice-champion du Paraguay 2016 - CD Capiatá Vainqueur du tournoi de qualification - Universitario Champion du Pérou 2016 - Colón Champion d'Uruguay 2016 - Estudiantes de Guárico Champion du Venezuela 2016 | - Sportivo Limpeño Champion du Paraguay 2016 et tenant du titre - Cerro Porteño Vice-champion du Paraguay 2016 - CD Capiatá Vainqueur du tournoi de qualification - Universitario Champion du Pérou 2016 - Colón Champion d'Uruguay 2016 - Estudiantes de Guárico Champion du Venezuela 2016 | - Sportivo Limpeño Champion du Paraguay 2016 et tenant du titre - Cerro Porteño Vice-champion du Paraguay 2016 - CD Capiatá Vainqueur du tournoi de qualification - Universitario Champion du Pérou 2016 - Colón Champion d'Uruguay 2016 - Estudiantes de Guárico Champion du Venezuela 2016 | - Sportivo Limpeño Champion du Paraguay 2016 et tenant du titre - Cerro Porteño Vice-champion du Paraguay 2016 - CD Capiatá Vainqueur du tournoi de qualification - Universitario Champion du Pérou 2016 - Colón Champion d'Uruguay 2016 - Estudiantes de Guárico Champion du Venezuela 2016 | - Sportivo Limpeño Champion du Paraguay 2016 et tenant du titre - Cerro Porteño Vice-champion du Paraguay 2016 - CD Capiatá Vainqueur du tournoi de qualification - Universitario Champion du Pérou 2016 - Colón Champion d'Uruguay 2016 - Estudiantes de Guárico Champion du Venezuela 2016 | - Sportivo Limpeño Champion du Paraguay 2016 et tenant du titre - Cerro Porteño Vice-champion du Paraguay 2016 - CD Capiatá Vainqueur du tournoi de qualification - Universitario Champion du Pérou 2016 - Colón Champion d'Uruguay 2016 - Estudiantes de Guárico Champion du Venezuela 2016 |

## Compétition

### Phase de groupes
La phase de groupes sous forme de trois groupes de quatre équipes se déroule du 7 au 17 octobre 2017.
Les premiers de chaque groupe se qualifient pour les demi-finales, ainsi que le meilleur deuxième.
Légende des classements
- Qualification pour les demi-finales
- Deuxième du groupe

Légende des résultats
- Victoire  du club
- Match nul
- Défaite du club

#### Groupe A
| Rang | Équipe                 | Pts | J | G | N | P | Bp | Bc | Diff |  | Résultats              |  |     |     |     |
| ---- | ---------------------- | --- | - | - | - | - | -- | -- | ---- |  | ---------------------- |  | --- | --- | --- |
| 1    | River Plate            | 7   | 3 | 2 | 1 | 0 | 4  | 2  | +2   |  | River Plate            |  | 1-1 | 1-0 | 2-1 |
| 2    | Unión Española         | 5   | 3 | 1 | 2 | 0 | 5  | 3  | +2   |  | Unión Española         |  |     | 1-1 | 3-1 |
| 3    | Estudiantes de Guárico | 4   | 3 | 1 | 1 | 1 | 3  | 2  | +1   |  | Estudiantes de Guárico |  |     |     | 2-0 |
| 4    | CD Capiatá             | 0   | 3 | 0 | 0 | 3 | 2  | 7  | -5   |  | CD Capiatá             |  |     |     |     |

#### Groupe B
| Rang | Équipe        | Pts | J | G | N | P | Bp | Bc | Diff |  | Résultats     |  |     |     |     |
| ---- | ------------- | --- | - | - | - | - | -- | -- | ---- |  | ------------- |  | --- | --- | --- |
| 1    | Colo-Colo     | 7   | 3 | 2 | 1 | 0 | 12 | 5  | +7   |  | Colo-Colo     |  | 2-2 | 5-1 | 5-2 |
| 2    | Cerro Porteño | 7   | 3 | 2 | 1 | 0 | 7  | 3  | +4   |  | Cerro Porteño |  |     | 3-0 | 2-1 |
| 3    | Universitario | 3   | 3 | 1 | 0 | 2 | 2  | 8  | -6   |  | Universitario |  |     |     | 1-0 |
| 4    | Colón         | 0   | 3 | 0 | 0 | 3 | 3  | 8  | -5   |  | Colón         |  |     |     |     |

#### Groupe C
| Rang | Équipe              | Pts | J | G | N | P | Bp | Bc | Diff |  | Résultats           |  |     |     |     |
| ---- | ------------------- | --- | - | - | - | - | -- | -- | ---- |  | ------------------- |  | --- | --- | --- |
| 1    | Audax / Corinthians | 9   | 3 | 3 | 0 | 0 | 10 | 2  | +8   |  | Audax / Corinthians |  | 2-1 | 2-0 | 6-1 |
| 2    | Santa Fe            | 4   | 3 | 1 | 1 | 1 | 12 | 6  | +6   |  | Santa Fe            |  |     | 2-2 | 9-2 |
| 3    | Sportivo Limpeño    | 4   | 3 | 1 | 1 | 1 | 8  | 5  | +3   |  | Sportivo Limpeño    |  |     |     | 6-1 |
| 4    | Deportivo ITA       | 0   | 3 | 0 | 0 | 3 | 4  | 21 | -17  |  | Deportivo ITA       |  |     |     |     |

#### Deuxièmes des groupes
Le deuxième présentant les meilleurs résultats se qualifie pour les demi-finales. Les deux autres sont éliminés.
| Grp | Équipe         | Pts | J | G | N | P | Bp | Bc | Diff |
| --- | -------------- | --- | - | - | - | - | -- | -- | ---- |
| B   | Cerro Porteño  | 7   | 3 | 2 | 1 | 0 | 7  | 3  | +4   |
| A   | Unión Española | 5   | 3 | 1 | 2 | 0 | 5  | 3  | +2   |
| C   | Santa Fe       | 4   | 3 | 1 | 1 | 1 | 12 | 6  | +6   |

### Phase à élimination directe
|  | Demi-finales        | Demi-finales                 |                        |       | Finale     | Finale     |
|  | Demi-finales        | Demi-finales                 |                        |       | Finale     | Finale     |
|  |                     |                              |                        |       |            |            |
|  | 19 octobre          | 19 octobre                   |                        |       | 21 octobre | 21 octobre |
|  | 19 octobre          | 19 octobre                   |                        |       | 21 octobre | 21 octobre |
|  | River Plate         | 0                            |                        |       | 21 octobre | 21 octobre |
|  | River Plate         | 0                            |                        |       | 21 octobre | 21 octobre |
|  | Colo-Colo           | 2                            |                        |       | 21 octobre | 21 octobre |
|  | Colo-Colo           | 2                            | Colo-Colo              | 0 (4) |            |            |
|  | 19 octobre          |                              | Colo-Colo              | 0 (4) |            |            |
|  |                     | Audax / Corinthians t. a. b. | 0 (5)                  |       |            |            |
|  | Audax / Corinthians | Audax / Corinthians t. a. b. | 0 (5)                  | 3     |            |            |
|  | Audax / Corinthians |                              |                        | 3     |            |            |
|  | Cerro Porteño       | 0                            |                        |       |            |            |
|  | Cerro Porteño       | 0                            | Match pour la 3e place |       |            |            |
|  |                     |                              |                        |       |            |            |
|  | 21 octobre          |                              |                        |       |            |            |
|  |                     |                              |                        |       |            |            |
|  | River Plate         | 2                            |                        |       |            |            |
|  | River Plate         | 2                            |                        |       |            |            |
|  | Cerro Porteño       | 1                            |                        |       |            |            |
|  | Cerro Porteño       | 1                            |                        |       |            |            |